# Safari Rally 1980
De Safari Rally 1980, formeel 28th Safari Rally, was de 28e editie van de Safari Rally en de vierde ronde van het wereldkampioenschap rally in 1980. Het was de 79e rally in het wereldkampioenschap rally die georganiseerd wordt door de Fédération Internationale de l'Automobile (FIA). De start en finish was in Nairobi.

## Programma
| Etappe | Datum                                  | Tijdcontroles | Competitieve afstand |
| ------ | -------------------------------------- | ------------- | -------------------- |
| 1      | Donderdag 3 tot en met maandag 7 april | 93            | 5441,00 kilometer    |
| 2      | Donderdag 3 tot en met maandag 7 april | 93            | 5441,00 kilometer    |
| 3      | Donderdag 3 tot en met maandag 7 april | 93            | 5441,00 kilometer    |
|        |                                        |               |                      |
| Totaal | Totaal                                 | 93            | 5441,00 kilometer    |

## Resultaten
| Algemene top tien | Algemene top tien | Algemene top tien   | Algemene top tien                         | Algemene top tien | Algemene top tien | Algemene top tien | Algemene top tien |
| Pos.              | #                 | Rijder              | Auto                                      | Gr/kl             | Tijd              | Eerste            | Punten            |
| Pos.              | #                 | Navigator           | Inschrijving                              | Gr/kl             | Straftijd         | Vorige            | Punten            |
| ----------------- | ----------------- | ------------------- | ----------------------------------------- | ----------------- | ----------------- | ----------------- | ----------------- |
| 1.                | 1                 | Shekhar Mehta       | Datsun 160J                               | 2/4               | 3:27:00           | 0:00:00           | 20                |
| 1.                | 1                 | Mike Doughty        | D.T. Dobie & Co Kenya Ltd. / Team Datsun  | 2/4               | 3:27:00           | =                 | 20                |
| 2.                | 10                | Rauno Aaltonen      | Datsun 160J                               | 2/4               | 4:02:00           | + 0:35:00         | 15                |
| 2.                | 10                | Lofty Drews         | D.T. Dobie & Co Kenya Ltd. / Team Datsun  | 2/4               | 4:02:00           | + 0:35:00         | 15                |
| 3.                | 15                | Vic Preston jr.     | Mercedes 450 SLC 5.0                      | 4/4               | 5:07:00           | + 1:40:00         | 12                |
| 3.                | 15                | John Lyall          | D.T. Dobie & Co Kenya Ltd. / Daimler-Benz | 4/4               | 5:07:00           | + 1:05:00         | 12                |
| 4.                | 14                | Mike Kirkland       | Datsun 160J                               | 2/4               | 5:45:00           | + 2:18:00         | 15                |
| 4.                | 14                | Dave Haworth        | D.T. Dobie & Co Kenya Ltd. / Team Datsun  | 2/4               | 5:45:00           | + 0:38:00         | 15                |
| 5.                | 2                 | Jean-Pierre Nicolas | Opel Ascona 400                           | 4/4               | 6:41:00           | + 3:14:00         | 8                 |
| 5.                | 2                 | Henry Liddon        | Opel Euro Händler Team                    | 4/4               | 6:41:00           | + 0:56:00         | 8                 |
| 6.                | 5                 | Andrew Cowan        | Mercedes 450 SLC 5.0                      | 4/4               | 7:03:00           | + 3:36:00         | 6                 |
| 6.                | 5                 | Klaus Kaiser        | D.T. Dobie & Co Kenya Ltd. / Daimler-Benz | 4/4               | 7:03:00           | + 0:22:00         | 6                 |
| 7.                | 9                 | Yoshio Iwashita     | Datsun Silvia S110                        | 2/4               | 7:15:00           | + 3:48:00         | 4                 |
| 7.                | 9                 | Yoshimasa Nakahara  | Yoshio Iwashita                           | 2/4               | 7:15:00           | + 0:12:00         | 4                 |
| 8.                | 12                | Johnny Hellier      | Datsun 160J                               | 2/4               | 7:20:00           | + 3:53:00         | 3                 |
| 8.                | 12                | Chris Bates         | Johnny Hellier                            | 2/4               | 7:20:00           | + 0:05:00         | 3                 |
| 9.                | 6                 | Jochi Kleint        | Opel Ascona 400                           | 4/4               | 7:22:00           | + 3:55:00         | 2                 |
| 9.                | 6                 | Gunter Wanger       | Opel Euro Händler Team                    | 4/4               | 7:22:00           | + 0:02:00         | 2                 |
| 10.               | 3                 | Björn Waldegård     | Mercedes 450 SLC 5.0                      | 4/4               | 7:33:00           | + 4:06:00         | 1                 |
| 10.               | 3                 | Hans Thorszelius    | D.T. Dobie & Co Kenya Ltd. / Daimler-Benz | 4/4               | 7:33:00           | + 0:11:00         | 1                 |
| DNF top tien      |                   |                     |                                           |                   |                   |                   |                   |
| Pos.              | #                 | Rijder              | Auto                                      | Gr/kl             | TC                | Reden             | Reden             |
| Pos.              | #                 | Navigator           | Inschrijving                              | Gr/kl             | TC                | Reden             | Reden             |
| DNF               | 4                 | Harry Källström     | Datsun 160J                               | 2/4               | 57                | Motor             | Motor             |
| DNF               | 4                 | Claes Billstam      | D.T. Dobie & Co Kenya Ltd. / Team Datsun  | 2/4               | 57                | Motor             | Motor             |
| DNF               | 7                 | Hannu Mikkola       | Mercedes 450 SLC 5.0                      | 4/4               | 46                | Achteras          | Achteras          |
| DNF               | 7                 | Arne Hertz          | D.T. Dobie & Co Kenya Ltd. / Daimler-Benz | 4/4               | 46                | Achteras          | Achteras          |
| DNF               | 17                | Mohamed Noor        | Mitsubishi Lancer                         | 2/2               | 60                | Motor             | Motor             |
| DNF               | 17                | Mohamed Din         | Mohamed Noor                              | 2/2               | 60                | Motor             | Motor             |
| DNF               | 22                | Rod Hall            | Datsun 160J                               | 2/4               | 6                 | Motor             | Motor             |
| DNF               | 22                | Peter Hurth         | Rod Hall                                  | 2/4               | 6                 | Motor             | Motor             |
| DNF               | 24                | Robin Ulyate        | Fiat 131 Abarth                           | 4/3               | 21                | Schade na ongeluk | Schade na ongeluk |
| DNF               | 24                | Ian Street          | Fiat Kenya                                | 4/3               | 21                | Schade na ongeluk | Schade na ongeluk |

- Noot: Tijd is niet de algehele eindtijd die over de route is gedaan, maar is eerder opgebouwd uit straftijd verzamelt bij de tijdcontroles.

## Kampioenschap standen

#### Rijders
|    | Pos. | Rijder           | Pnt. |
| -- | ---- | ---------------- | ---- |
| =  | 1    | Walter Röhrl     | 40   |
| =  | 2    | Björn Waldegård  | 35   |
| =  | 3    | Anders Kulläng   | 30   |
| 21 | 4    | Shekhar Mehta    | 20   |
| 1  | 5    | Bernard Darniche | 15   |

#### Constructeurs
|   | Pos. | Constructeur  | Pnt. |
| - | ---- | ------------- | ---- |
| = | 1    | Fiat          | 36   |
| 4 | 2    | Mercedes-Benz | 29   |
| 4 | 3    | Opel          | 25   |
| 2 | 4    | Ford          | 20   |
| 6 | 5    | Datsun        | 18   |

- Noot: Enkel de top 5-posities worden in beide standen weergegeven.